# Юрьев, Владимир Владимирович
Влади́мир Влади́мирович Ю́рьев (9 ноября 1938, Ленинград — 18 мая 2015, Санкт-Петербург) — советский, затем российский педиатр, доктор медицинских наук, профессор кафедры пропедевтики детских болезней Санкт-Петербургского государственного педиатрического медицинского университета; Главный детский кардиоревматолог Главного управления по здравоохранению Ленинграда (Санкт-Петербурга).
Профессор кафедры педиатрии и детской хирургии Первого Санкт-Петербургского государственного медицинского университета имени академика И. П. Павлова, профессор кафедры педиатрии и детской кардиологии Северо-Западного государственного медицинского университета имени И. И. Мечникова, профессор кафедры детских болезней и ведущий научный сотрудник Научно-исследовательской лаборатории диагностики и лечения патологии детского возраста ФГБУ «СЗФМИЦ им. В. А. Алмазова» Минздрава России.
Действительный член Международной академии наук экологии и безопасности жизнедеятельности (1996); Действительный член Национальной академии ювенологии (1998). Житель блокадного Ленинграда.

## Биография
Родился в Ленинграде, в семье военного врача Владимира Анатольевича Юрьева (1910 г.р.) и его жены Тамары Петровны (1917 г.р.). Участник Советско-финской кампании 1939—1940 гг., Великой Отечественной войны и войны с империалистической Японией 1945 г., майор медицинской службы В. А. Юрьев на фронте занимал должность начальника токсикологического и судебно-медицинского отделения 67 санитарно-эпидемиологической лаборатории сначала в составе Карельского, затем 1-го Дальневосточного фронтов. Последнее место службы было особенно ответственным, так как в 1945 году Япония всерьез готовилась к применению бактериологического и химического оружия. Майор медицинской службы В. А. Юрьев неоднократно награждался боевыми орденами и медалями. После выхода в отставку он был принят сначала преподавателем кафедры биохимии Ленинградского педиатрического медицинского института, а после защиты 1962 году докторской диссертации избран её профессором. Эту кафедру Владимир Анатольевич возглавлял до 1973 года.
С рождением сына Тамара Петровна была вынуждена бросить учёбу в медицинском институте и устроиться на работу медсестрой. Первое десятилетие своей жизни Владимир почти не видел отца. Его воспитывали мать и бабушка Серафима Георгиевна Мальцева. Втроём они жили в коммунальной квартире дома № 25 по Невскому проспекту рядом с Казанским собором. Здесь семья перенесла все тяготы войны и блокады Ленинграда. Больше всего испытаний выпало на долю бабушки, которая, будучи директором кондитерской фабрики, зимой 1942 года чуть не погибла от глубокого истощения и вынуждена была долгое время лечиться в больнице.
Через несколько лет после возвращения отца семья переехала в более просторную квартиру на ул. Фурманова, где в 1956 году Владимир Юрьев окончил среднюю школу № 170 (ныне № 181, бывшую третью Санкт-Петербургскую гимназию). В том же году он поступил а Ленинградский педиатрический медицинской институт. Это был необычный курс, который дал отечественной медицине целую плеяду крупных учёных-педиатров. Среди них следует назвать Николая Павловича Шабалова, Эдуарда Кузьмича Цыбулькина, Льва Владимировича Эрмана, Юрия Александровича Гуркина. В годы студенчества В. В. Юрьев и его будущая жена  Жанна Ивановна серьёзно увлеклись исследовательской работой на кафедре физиологии. По окончании института в 1962 году Владимир Владимирович оказался первым кандидатом в аспирантуру на эту кафедру. Помешали какие-то интриги, и последующие два года вместе с женой они работали педиатрами в районной больницы пос. Чупа Карельской АССР.
В 1964 году, оставив семью в Карелии ещё на год, В. В. Юрьев вернулся в Ленинград чтобы поступить в аспирантуру при кафедре пропедевтики детских болезней ЛПМИ. Возглавлял её известный в Ленинграде профессор А. Б. Воловик. Он стал основным научным руководителем Владимира Владимировича на ближайшие годы. Именно А. Б. Воловик во многом повлиял на формирование научных интересов В. В. Юрьева, которые, как и у учителя, стали складываться вокруг детской кардиоревматологии. В 1967 году Владимир Владимирович защитил кандидатскую диссертацию на тему «К характеристике иммунологических показателей при современных методах лечения детей, больных ревматизмом». Благодаря творческому содружеству кафедры с Отделом иммунологии Института экспериментальной медицины АМН СССР она стала одной из первых, основанных на результатах исследований, выполненных под руководством не только А. Б. Воловика, но и академика АМН Владимира Ильича Иоффе.
По воле профессора А. В. Воловика, окончив аспирантуру, В. В. Юрьев остался на кафедре сначала ассистентом, но уже в 1970 году был избран её доцентом. Когда в том же году руководство кафедрой перешло к доценту И. М. Воронцову, в течение 16 лет В. В. Юрьев выполнял обязанности его заместителя. Одновременно до 1976 года он был деканом курса. В этой должности Владимир Владимирович отличался особо уважительным отношением к студентам. Для целого выпуска педиатров численностью в 600 человек, который он сопровождал с первого курса и до момента выдачи дипломов, В. В. Юрьев стал самым главным наставником в институте.
Все эти годы Владимир Владимирович не прерывал сотрудничества с отделом иммунологии Института экспериментальной медицины. До самой смерти академика В. И. Иоффе он под его руководством работал над докторской диссертацией «Диагноз и прогноз ревматизма у детей (клинико-иммунологическое исследование)». Объём работы был колоссальный, защита диссертации состоялась в НИИ ревматологии АМН СССР только в 1980 году. Вскоре после этого, в 1983 году, Владимир Владимирович был избран вторым профессором кафедры пропедевтики детских болезней ЛПМИ.
В 1986 году по инициативе ректора института В. П. Алфёрова кафедру пропедевтики детских болезней решено было преобразовать в две. Это был весьма драматичный период, когда давно сложившийся и дружный коллектив должен был разделиться пополам. В результате профессор И. М. Воронцов с частью сотрудников образовал кафедру детских болезней № 3, а профессор В. В. Юрьев возглавил оставшийся коллектив кафедры пропедевтики детских болезней. В новом формате при кафедре пропедевтики впервые был образован курс общего ухода за детьми для студентов первого курса, хотя опыта работы с первокурсниками у клинической кафедры ранее не существовало. Обе кафедры были пополнены молодыми преподавателями.
Кафедру пропедевтики детских болезней с курсом общего ухода за детьми, главной клинической базой которой стала Ленинградская областная детская клиническая больница, Владимир Владимирович возглавлял до 2008 года. За эти годы требования к подготовке врачей и преподаванию в медицинском вузе существенно упростились. Чтобы сохранять должный уровень подготовки будущих врачей, необходимо было преодолевать различные административные барьеры. Кроме того, в связи с тяжёлой экономической обстановкой в стране, возникшей в 90-е годы, кафедра лишилась некоторых своих преподавателей. В 2008 году Владимир Владимирович передал руководство кафедрой своему ученику — доктору медицинских наук, профессору М. М. Хомичу, а сам в течение двух лет оставался на ней профессором.
В 2010 году в связи с конфликтом с администрацией ВУЗа профессору В. В. Юрьеву пришлось оставить Педиатрическую академию (этот статус институт приобрел в 1994 году). Кроме Владимира Владимировича, из-за непродуманной политики её ректора В. В. Левановича в эти годы стены академии вынуждены были покинуть такие незаурядные представители российской педиатрической школы, как Н. П. Шабалов, А. С. Симаходский, М. М. Хомич и некоторые другие.
В последующие годы Владимир Владимирович занимал должность профессора кафедры детских болезней и ведущего научного сотрудника Научно-исследовательской лаборатории диагностики и лечения патологии детского возраста ФГБУ «СЗФМИЦ им. В. А. Алмазова» Минздрава России, а также профессора кафедры педиатрии и детской хирургии Первого Санкт-Петербургского государственного медицинского университета имени академика И. П. Павлова, одновременно консультируя наиболее сложных и проблемных больных в Детской городской больнице № 1. Чуть позже он был приглашён профессором на кафедру педиатрии и детской кардиологии Северо-Западного государственного медицинского университета имени И. И. Мечникова.
На долю В. В. Юрьева выпало тяжёлое испытание. За четыре года до собственной смерти ему пришлось похоронить самого близкого своего ученика, который на протяжении 20 лет непрерывно находился рядом и на которого он возлагал все свои надежды. Докор медицинских наук, профессор Михаил Михайлович Хомич скоропостижно скончался в возрасте 47 лет в сентябре 2011 года.
После продолжительной болезни 18 мая 2015 года умер и профессор Владимир Владимирович Юрьев. Он был похоронен рядом с родителями на Южном кладбище Санкт-Петербурга.

## Семья
Жена: Жанна Ивановна Юрьева (1938 г. р.) — врач-педиатр, научный сотрудник НИИ Детских инфекций;
Сын: Сергей Владимирович Юрьев (1960 г. р.) — по образованию врач-педиатр, но по специальности не работал;
Внучки:
- Дина Сергеевна (1986 г. р.) — врач-педиатр, детский невролог;
- Екатерина Сергеевна (1988 г. р.) — врач-педиатр, реабилитолог.

## Вклад в педиатрию
На протяжении нескольких десятилетий профессор В. В. Юрьев оставался одним из наиболее авторитетных детских врачей сначала Ленинграда, затем Санкт-Петербурга. В вопросах же детской кардиоревматологии и системных заболеваний соединительной ткани его мнение у постели больного чаще всего оставалось неоспоримым. Больные этого профиля концентрировались прежде всего на детском отделении кардиоревматологического диспансера и ревматологического отделения Детской городской больницы № 2 им. Н. К. Крупской, где Владимир Владимирович был самым частым гостем. Более 15 лет он являлся главным детским кардиоревматологом Ленинграда и Ленинградской области.
Кардиоревматология находилась и в центре научных интересов В. В. Юрьева. Этой проблеме были посвящены обе его диссертации и целый ряд монографий.
Вместе с доцентом свой кафедры А. Я. Пучковой, огромной заслугой В. В. Юрьева следует считать инициативу по организации в НИИ детской ортопедии им. Г. И. Турнера такого направления деятельности, как оказание хирургической помощи детям с ювенильным хроническим ревматоидным артритом.
В последние годы основные направления научной работы Владимира Владимировича были связаны с изучением состояния здоровья детей и факторов, его определяющих, включая медицинские, социальные и экологические аспекты. Под руководством и при непосредственном участии Владимира Владимировича разработана и внедрена в практику система скрининг-диагностики «Sanus», разрешенная к использованию МЗ РФ. За годы существования программы «Sanus» проведена экспертная оценка состояния здоровья детей более чем в 25 регионах страны.
Результаты этих научных разработок использовались во время диспансеризации детей Ленинградской области в рамках общероссийской программы 2002 года. В последующие годы система скрининг диагностики была существенно дополнена программой оценки влияния внешних факторов на здоровье ребёнка, включающей клиническое, лабораторное и функциональное обследование. Были опубликованы методические рекомендации по оценке физического развития и антропометрического статуса ребёнка, внедрены паспорта оценки физического и психомоторного развития детей.
В 1996 году В. В. Юрьев был избран действительным членом Международной академии экологии и безопасности жизнедеятельности, а в 1998 году — действительным членом Национальной академии ювенологии.

## Научные труды
Профессор В. В. Юрьев является автором 225 научных работ, из которых 41 монография и главы в монографиях, 12 рационализаторских предложений, 3 авторских свидетельства. Под его руководством выполнено 31 кандидатская и 5 докторских диссертаций. Некоторые из его трудов перечислены ниже:
- Юрьев В. В. К характеристике иммунологических показателей при современных методах лечения детей, больных ревматизмом : Автореферат дис. на соискание ученой степени кандидата медицинских наук. — Л.: Ленингр. педиатр. мед. ин-т., 1967. — 17 с.
- Юрьев В. В., Симаходский А. С., Воронович Н. Н., Хомич М. М. Рост и развитие ребенка / Гос. педиатр. мед. акад., Каф. пропедевтики дет. болезней. — СПб.: СПбГПМА, 2000. — 195 с.
- Симаходский А. С., Пуринь В. И., Юрьев В. В., Хомич М. М., Алешина Е. И., Воронович Н.Н., Пучкова А. Я. и др. Оценка роста и развития ребёнка. — СПб., 2006.
- Назаров В. Ю., Юрьев В. В., Симаходский А. С. Грудное вскармливание : Вопросы и ответы. — СПб.: ЛПМИ, 1996. — 75 с.
- Юрьев В. В., Алешина Е. И. Практика вскармливания детей первого года жизни : учебное пособие для студентов, обучающихся по специальности 060103 (040200) - Педиатрия. — СПб.: Питер, 2009. — 170 с.
- Юрьев В. В., Хомич М. М., Гуркина Е. Ю. Пропедевтика детских болезней : учебник для студентов учреждений высшего профессионального образования, обучающихся по специальности 060103.65 "Педиатрия" по дисциплине "Пропедевтика детских болезней" / под ред. В. В. Юрьевна, М. М. Хомича. — М.: ГЭОТАР-Медиа, 2012. — 719 с.
- Поздеева Н. А., Овсянкин Н. А., Юрьев В. В. Комплексное лечение детей с поражением коленного сустава при ювенильном артрите /  ФГБУ "Науч.-исслед. дет. ортопед. ин-т им. Г.И. Турнера" Минздравсоцразвития России. - Пособие для врачей. — СПб.: ЮСТИЦИНФОРМ, 2012. — 224 с.
- Юрьев В. В., Симаходский А. С., Воронович Н. Н., Хомич М. М. Рост и развитие ребенка : Краткий справочник для студентов медицинских вузов и врачей-педиатров  / Изд. 3-е, стер. — СПб.: Питер, 2008. — 260 с.
- Юрьев В. В. Ювенильный хронический артрит и ревматоидный артрит у взрослых : Метод. пособие /Ленингр. педиатр. мед. ин-т; Под ред. И. М. Воронцова, Р. С. Иванова.. — Л.: ЛПМИ, 1987. — 80 с.
- Юрьев В. В. Непосредственное обследование ребенка : учебное пособие для студентов, обучающихся по специальности 060103 (040200) - Педиатрия. — СПб.: Питер, 2007. — 380 с.
- Вязовик Т. П. Уход за больным ребенком : Учеб.-метод. пособие /М-во здравоохранения РСФСР, Ленингр. педиатр. мед. ин-т;  Под ред. проф. В. В. Юрьева, доц. А. С. Симаходского. — Л.: ЛПМИ, 1989. — 87 с.
- Вязовик Т. П. Уход за здоровым и больным ребенком : Учеб.-метод. пособие /Ленингр. педиатр. мед. ин-т;  Под ред. проф. В. В. Юрьева, доц. А. С. Симаходского. — Л.: ЛПМИ, 1988. — 92 с.
- Алешина Е. И. Уход за здоровым и больным ребенком : учебное пособие для студентов, обучающихся по специальности 060103 65 - Педиатрия / Под ред. В. В. Юрьева, Н. Н. Воронович. — СПб.: СпецЛит, 2009. — 190 с.
- Алешина Е. И. Пропедевтика детских болезней : Практикум [Для студентов мед. вузов и врачей-педиатров  / Под ред. В. В. Юрьева. — СПб.: Питер, 2003. — 349 с. — (Национальная медицинская библиотека).;
- Знание пропедевтики — основа клинического мышления педиатра. Сборник трудов, посвященных 80-летию проф. А. Я. Пучковой / под ред. В. В. Юрьева, В. П. Новиковой, А. С. Симаходского. — СПб.: ИнфорМед, 2015. — 351 с.

## Награды
- Медаль «В память 300-летия Санкт-Петербурга» (2003);
- Медаль «Ветеран труда»;
- Знак «Жителю блокадного Ленинграда»;
- Памятные медали в честь 60-летия, 65-летия и 70-летия полного освобождения Ленинграда от фашистской блокады;
- Юбилейная медаль «60 лет Победы в Великой Отечественной войне 1941—1945 гг.»;
- Юбилейная медаль «65 лет Победы в Великой Отечественной войне 1941—1945 гг.»;
- Юбилейная медаль «70 лет Победы в Великой Отечественной войне 1941—1945 гг.».